# Salix fargesii
Salix fargesii là một loài thực vật có hoa trong họ Liễu. Loài này được Burkill miêu tả khoa học đầu tiên năm 1899.

## Hình ảnh

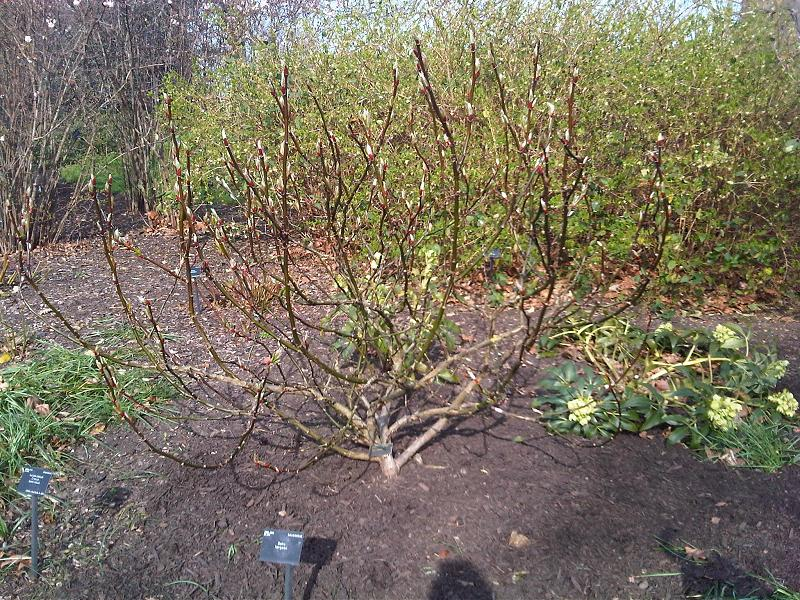